# 前十字靭帯
前十字靭帯（ぜんじゅうじじんたい、anterior cruciate ligament; ACL）は、膝関節の中にあって大腿骨（太ももの骨）と脛骨（すねの骨）を結ぶ強靭な紐で、関節を安定に保つ支持機構をいう。脛骨が前方へ変移する（ずれる）ことを防ぐ。靭帯組織については靭帯の項を参照。

## 前十字靭帯損傷
主にスポーツをしている人にこの損傷はよく起こる。特にサッカーやバスケットボール、スキー等の急激な方向転換を伴うスポーツや、ラグビーやアメリカンフットボール、格闘技など、コンタクトの多いスポーツにおいて、自分の意思とは違った方向に関節が強制的に持っていかれたり、地面に着地した際に、体重で大きく曲がってしまったときに起こる。受傷時にはたいてい、体内で「ブチッ」と音がし、そのときには多少の困難さは有るが、歩行は可能なことが多い。受傷後の翌日には、膝に多くの血液が溜まっていることが多く、こうなると歩行は困難となる。
また、膝部位にある前十字靭帯は単独での損傷は少なく、たいていは他の器官（半月板、内側側副靭帯など）の損傷を伴うことが多い。
男性よりも女性に好発することが報告されているが，その頻度は2倍〜8倍と報告によってまちまちである。また、女性に好発する要因ははっきりしていない。
前十字靭帯は血液の流れが非常に悪い部分なので自然治癒することはほとんどないが、損傷・断裂した場合でも、膝周りの筋肉を鍛えることで日常生活やレクリエーション程度のスポーツであれば問題なくこなすことができる場合もある（保存療法）。しかし、換言すると、保存療法によって競技レベルでのスポーツに復帰することは難しいことが示唆されており、一般的には手術によって再建するしか治す方法はない。
また、前十字靭帯の断裂は、将来的に変形性膝関節症の発症リスクを高めることが知られている。前十字靭帯の断裂経験がある人は、そうでない人の3.62倍、保存的療法を行なったケースでは、再建した人の4.98倍にまでリスクが高まるという報告も存在する。

## 損傷の有無
専門家に診てもらうことが、最もふさわしい。素人には判別が大変困難である。
前十字靭帯の場合は損傷の有無をチェックするには、レントゲン、MRIなどを撮影し、ある程度の予測はつくが、それらを見ただけでは確実な判断材料とはならない。最終的には人の手で上腿・下腿とを持ち、動かして、そのゆれ・ずれ具合を見て判断する徒手検査（Lachman test)が確実に判断するための材料となる。

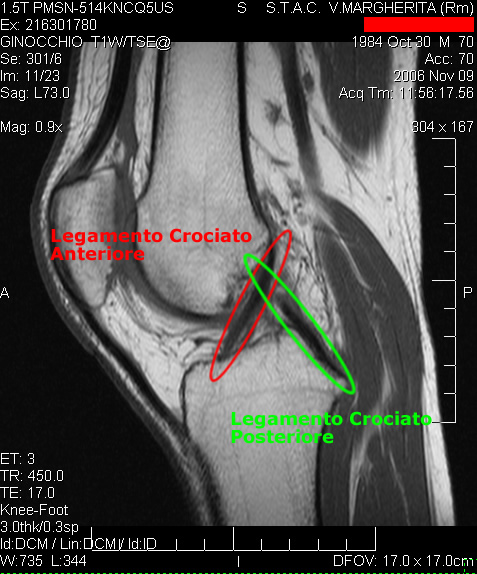
前十字靭帯(赤)及び後十字靭帯(緑)のMRI画像

## 一般的な手術法
前述の通り、前十字靭帯は再生することがないため他の器官である膝蓋腱、半腱様筋腱を切除して靭帯の代わりとする再建手術が行われる。また、人工靭帯を用いることもある。しかし、近年では人工靭帯単独での再建は再断裂のリスクが非常に高いという事実を受けて、ほとんど行われない。
最新の術式は二重束再建術が主である。これは、（簡単に説明すると）移植靭帯を、前内側線維束（AM束）・後外側線維束（PL束）と呼ばれる2方向で組織形成する方法で、1本の移植靭帯による従前の一重束再建術よりも、多様な方向へ関節の動きを制限することができる。しかし、1重束と2重束の術後成績の有意差はないとの報告も多い。
受傷してから復帰までの目処は、個人によって様々ではあるが、平均して6か月から1年程度である。